# 横山一敏
横山 一敏（よこやま かずとし、1966年5月29日 - ）は、日本の俳優、声優、スタントマンである。ジャパンアクションエンタープライズ（JAE）所属。広島県三次市出身。身長183センチメートル、血液型O型。

## 来歴
中学生時代に映画『忍者武芸帖 百地三太夫』を観てJAC（現JAE）の存在を知り、高校時代に入団を申し込み、卒業後に養成所入りする。
JAC養成所第16期生。元々は俳優を志していたが、養成所時代にスーツアクターの存在を知り、岡元次郎が出演していた『光戦隊マスクマン』のショーを観て感激し、スーツアクターの道へ進む。同期には高岩成二や今井靖彦がいる。
後楽園遊園地の野外劇場でのショーを担当したのち、1980年代後半から1990年代にかけて、スーパー戦隊シリーズやメタルヒーローシリーズといった特撮番組でスーツアクターとして活動。メタルヒーローシリーズでは『機動刑事ジバン』から『ブルースワット』まで6年連続で主役を、スーパー戦隊シリーズでは『超力戦隊オーレンジャー』から『電磁戦隊メガレンジャー』まで3年連続でレッドを担当した。
その後は顔出しの俳優として活動し、スーツアクターも代役を務めたことは何度かあったが、2008年の『劇場版 さらば仮面ライダー電王 ファイナル・カウントダウン』で11年ぶりに正規のスーツアクターとして復帰した。その後、仮面ライダーシリーズの劇場版数作品でスーツアクターとして出演し、『仮面ライダーフォーゼ』では第3クール目から俳優としてレギュラー出演した。
現在は所属事務所の舞台やテレビ番組を中心に活躍している。既婚者でもあり3人の子供を持つ父親でもある。劇団☆新感線作品に出演した時に、ウォーミングアップをしている姿を見た古田新太は、「俺はこんな（強い）のと戦わなければならないのかと思うと（舞台に立つのが）嫌になる」と、作品DVDで裏話として語っている。

## 人物・エピソード
- 趣味はギター、特技はバスケットボール[4]。
- 酒が好きで、スーツアクター時代は早くスーツを脱いで酒を飲みたいと考えていたという[1]。痛風を患っているが、スーツ着用時に大量に汗をかき、特にメタルヒーローシリーズのスーツでは座ることができなかったことが発症する原因になったと考えている[1]。
- メタルヒーローシリーズでは、『機動刑事ジバン』からスーツが全身FRP製になり、手足が長くないと全体のバランスが悪くなるという問題があった[1]。『ジバン』からメインを演じた横山は長身のためバランスが良く、バンダイで玩具開発を担当していた野中剛は手応えを感じたという[1]。
- 『超力戦隊オーレンジャー』で初めてレッドを演じた際は、長年メタルヒーローシリーズを演じていた影響で、第1話の歩くカットがロボットのような動きになっていて反省したと述べている[1][3]。
- 憧れのヒーローとして漫画『コブラ』のコブラを挙げており、演じてみたいとも述べている[1]。
- スーパー戦隊シリーズでのCM撮影で、顔前で武器を真一文字に構えるというカットで他の俳優がテイクを重ねる中、横山は一発で決めて監督が感動していたと、当時バンダイに所属していた野中剛は証言している[1]。
- 『オーレンジャー』から『メガレンジャー』に助監督として参加した深作健太は、横山についてスタイルがよくアクションにキレがあるだけでなく、ロボット系のスーツも難なく演じ、現場では感情的になることなくリーダーシップを発揮していたと述べている[5]。
- 『激走戦隊カーレンジャー』で共演した岸祐二は、横山について男気があって芝居に対する熱意を持った素晴らしい人と評している[6]。

## 出演

### テレビドラマ（俳優）
- 電脳警察サイバーコップ 第16話（1989年） - 暴れ者ジャック 役[3]
- メタルヒーローシリーズ
  - 特警ウインスペクター 第13話（1990年） - 里村博士を乗せた車の運転手役
  - 特捜エクシードラフト 第13話（1992年） - 木暮 役
  - ブルースワット 第5・12話（1994年） - 鳥羽勝也 役
- スーパー戦隊シリーズ
  - 星獣戦隊ギンガマン（1998年） - 襲われるゴルファー 役
  - 特捜戦隊デカレンジャー 第26話（2004年） - ダーテンの部下 役
  - 海賊戦隊ゴーカイジャー 第27話（2011年） - やくざ風の男 役
- 変装の達人!! 警部・鬼沢平吉のファイルE（1999年、TBS）
- 仮面ライダーシリーズ
  - 仮面ライダークウガ 第43話（2000年） - 幕張署刑事 役
  - 50時間テレビ 第2夜『SmaSTATION!! Presents SMAP☆がんばりますっ!!』「仮面ライダーG」（2009年） - 警備員 役
  - 仮面ライダーフォーゼ（2012年、テレビ朝日） - 立神吼 役
  - 仮面ライダー鎧武/ガイム 第45話（2014年、テレビ朝日） - 自衛隊員 役
  - 仮面ライダージオウ 第1話（2018年、テレビ朝日） - レジスタンス隊長 役
- 新春ヒューマンドラマスペシャル「17年目のパパへ」（2001年、TBS）
- 月曜ミステリー劇場（TBS）
  - Gメン'75スペシャル2 東京-北海道トリック殺人事件（2001年）
  - やとわれ女将 菊千代の事件簿3（2006年） - やくざ 役
- 大河ドラマ（NHK）
  - 武蔵 MUSASHI（2003年） - 雑兵 役
  - 義経 第12話（2005年） - 騎馬武者 役
  - 龍馬伝 第22話（2010年） - 土佐藩役人 役
  - 江〜姫たちの戦国〜（2011年） - 加藤清正 役
- 子連れ狼2 第19話（2003年、テレビ朝日）
- スカイハイ2 第9話（2004年）
- 忠臣蔵 第6話（2004年、テレビ朝日）
- 隣の女〜幽霊屋敷の殺人事件!?（2006年、TBS）
- 西遊記 第5話（2006年、フジテレビ） - 奴隷商人 役
- イヌゴエ 第8話（2006年、テレビ神奈川） - 謝 役
- ドラマ30「お・ばんざい!」 第31話（2007年、毎日放送） - ダンサー 役
- CHANGE（2008年、フジテレビ） - SP 役
- 天と地と（2008年、テレビ朝日） - 柿崎和泉 役
- 新・科捜研の女スペシャル「真夜中の大爆発!狙われた京都サミット!!SPがSPを射殺!?」（2008年、テレビ朝日）
- 陽炎の辻〜居眠り磐音 江戸双紙〜2（2008年、NHK） - 財膳 役
  - 陽炎の辻〜居眠り磐音 江戸双紙〜3（2009年、NHK） - 偉陽明 役
- 土曜ワイド劇場 検事・朝比奈曜子7「生きたまま死後硬直!? 医師の顔を持つ女検事VS”4回殺された男”時間逆流トリック!」（2009年、テレビ朝日）
- ドラマ8「ゴーストフレンズ」第9・10話 （2009年、NHK） - 警備員3 役
- サラリーマン金太郎2 第9・10話（2010年、テレビ朝日） - 男3 役
- 木曜ミステリー 科捜研の女 第12シリーズ 第4・5話（2013年、テレビ朝日） - 千倉仁 役
- 酔いどれ小籐次（2013年、NHK） - 内方伝二郎 役
- 特捜9（2018年） - 並河康弘 役
- 十津川警部の事件簿（2020年） - 渡辺哲三
- 美食探偵 明智五郎 最終話（2020年、日本テレビ） - SP 役[7]
- グッドモーニング、眠れる獅子（2022年、ひかりTVチャンネル） - チャーリィ 役[8]
  - グッドモーニング、眠れる獅子2（2023年4月12日）
- パンドラの果実科学犯罪捜査ファイル Season1 第9話（2022年6月18日、日本テレビ） - 坂本 役

### テレビドラマ（スタントマン、スーツアクター）
- 電脳警察サイバーコップ（1989年） - マーズビット（代役）[3]
- メタルヒーローシリーズ
  - 世界忍者戦ジライヤ（1988年 - 1989年） - カラス天狗[1]
  - 機動刑事ジバン（1989年 - 1990年） - ジバン（アクション）[1][3]、パーフェクトジバン[要出典]、マッド・ガルボ[9]
  - 特警ウインスペクター（1990年 - 1991年） - ファイヤー[1][3]
  - 特救指令ソルブレイン（1991年 - 1992年） - ファイヤー、ソルブレイバー[1][3]
  - 特捜エクシードラフト（1992年 - 1993年） - ドラフトレッダー[3]、シンクレッダー（両方ともアップ用スーツ）[10]
  - 特捜ロボ ジャンパーソン（1993年 - 1994年） - ジャンパーソン（アップ用スーツ）[3]、ギルブラッカー[要出典]
  - ブルースワット（1994年 - 1995年） - ショウ[3]
  - 重甲ビーファイター（1995年 - 1996年） - 戦闘メカ・デスランチャー（声も担当）、ショウ、ジャンパーソン[要出典]
- スーパー戦隊シリーズ
  - 超力戦隊オーレンジャー（1995年 - 1996年） - オーレッド[3]、オーレンジャーロボ、オーブロッカー[要出典]、レッドブロッカー[3]、ヒステリア[3]、ガンマジン[5]
  - 激走戦隊カーレンジャー（1996年 - 1997年） - レッドレーサー[3]、RVロボ、VRVロボ、ファイヤーファイター[要出典]、ガイナモ[11]
  - 電磁戦隊メガレンジャー（1997年 - 1998年） - メガレッド[3]、ギャラクシーメガ / スーパーギャラクシーメガ、メガボイジャー[要出典]
- 仮面ライダーシリーズ
  - 仮面ライダーBLACK RX（1988年 - 1989年） - 仮面ライダースーパー1[12]
  - 仮面ライダーアギト（2001年） - 仮面ライダーギルス（代役）[要出典]
  - 仮面ライダージオウ（2019年）
  - 仮面ライダーガヴ（2025年） - ランゴ・ストマック[13]
- ドゲンジャーズ（2020年、九州朝日放送） - オーガマン[14]
  - ドゲンジャーズ ハイスクール（2022年） - 切袴[15]

### 映画
- 劇場版 機動刑事ジバン（1989年） - ジバン
- 仮面ライダーシリーズ
  - 仮面ライダーZO（1993年） - ドラス[16]
  - 劇場版 仮面ライダーアギト PROJECT G4（2001年）
  - 劇場版 さらば仮面ライダー電王 ファイナル・カウントダウン（2008年） - 仮面ライダー幽汽、ゴーストイマジン
  - 劇場版 仮面ライダーディケイド オールライダー対大ショッカー（2009年） - ジャーク将軍
  - オーズ・電王・オールライダー レッツゴー仮面ライダー（2011年） - ジェネラルシャドウ、刑事 役
  - 仮面ライダーフォーゼ THE MOVIE みんなで宇宙キターッ!（2012年） - 立神吼 役
- 劇場版 特捜ロボ ジャンパーソン（1993年） - ジャンパーソン
- 劇場版 超力戦隊オーレンジャー（1995年） - オーレッド、オーレンジャーロボ、ヒステリア[要出典]
- バトル・ロワイアル（2000年） - バスケットボール審判 役
- 宣戦布告（2000年）
- 劇場版 百獣戦隊ガオレンジャー 火の山、吼える（2001年） - ガオナイト[17]
- あずみ（2003年） - 侍 役
- 陰陽師II（2003年） - スサノオ 役
- 魔界転生（2003年） - 家臣 役
- あずみ2 Death or Love（2005年）
- 龍が如く（2007年） - ヤクザ 役
- 大帝の剣（2007年） - 野武士 役
- 黒帯 KURO-OBI（2007年） - 吉田憲兵 役
- 荒くれKNIGHT（2007年）
- 少林少女（東宝、2008年） - 四天王 剣術家 役
- 20世紀少年 第二章 最後の希望（2009年） - 看守
- 新宿インシデント（2009年） - 台湾マフィア 役
- ハイキック・ガール!（2009年） - 虎突 役
- ロストクライム -閃光-（2010年）
- 十三人の刺客（2010年）
- KG カラテガール（2011年） - 武藤竜士 役
- サルベージ・マイス（2011年）
- ワイルド7（2011年）
- スーパーヒーロー大戦シリーズ
  - 仮面ライダー×スーパー戦隊 スーパーヒーロー大戦（2012年） - シルバ、ジェネラルシャドウ、ジャーク将軍[18]、レッドレーサー[18]、仮面ライダースーパー1[18]
  - 仮面ライダー×スーパー戦隊 超スーパーヒーロー大戦（2017年） - 大蜘蛛大首領[19]、ソウルの男 役
- 009ノ1 THE END OF THE BEGINNING（2013年） - ソガベ 役
- 太陽は動かない（2020年）[20]

### ネットムービー
- ネット版 仮面ライダーフォーゼ みんなで授業キターッ!（2012年、東映） - 立神吼 役
- JAEオリジナル ショートムービー「華麗なる追跡2 〜Dファイル〜」（2015年） - 棚橋 役
- ツーカイザー×ゴーカイジャー ～ジューンブライドはたぬき味～（2022年） - タヌキSP 役[21]

### オリジナルビデオ
- スーパー戦隊シリーズ
  - 超力戦隊オーレンジャー オーレVSカクレンジャー（1996年） - オーレッド、オーレンジャーロボ、オーブロッカー、皇后ヒステリア[要出典]、ピーコック男（妖怪オンブオバケの人間体）
  - 激走戦隊カーレンジャーVSオーレンジャー（1997年） - レッドレーサー、オーレッド、RVロボ、VRVロボ、オーレンジャーロボ、総長ガイナモ[要出典]
  - 電磁戦隊メガレンジャーVSカーレンジャー（1998年） - メガレッド、レッドレーサー、RVロボ、ギャラクシーメガ / スーパーギャラクシーメガ、メガボイジャー[要出典]
  - 星獣戦隊ギンガマンVSメガレンジャー（1999年） - メガレッド、ギャラクシーメガ、メガブラック[要出典]
  - 忍風戦隊ハリケンジャーでござる! シュシュッと20th Anniversary（2023年） - カブトライジャー、警護侍A 役
- 仮面ライダー龍騎 ハイパーバトルビデオ 仮面ライダー龍騎VSアギト（2002年） - 仮面ライダーアギト バーニングフォーム[22]
- 龍王・獣たちの掟（2002年） - 台湾マフィア 役
- 任侠沈没（2011年） - 瀬能 役

### 舞台
- 新歌舞伎座 スーパーヒーローフェスティバル'95（1995年） - オーレッド 役（公演期間中の数日のみの特別出演）
- 寝盗られ宗介'98 徳川六代将軍・家宣の若き日の恋（1998年） - 裕次郎 役
- JAC
  - 第2回公演「NOBUNAGA -戦国異聞-」（1998年）
  - 第3回公演「HIJIKATA 〜新撰組異聞〜」（1999年） - 芹沢鴨 役
  - JAC Presents 第4回公演「TOKYO 2050」（2000年） - 郷田 役
  - JAE Presents「忍伝 -Tsurugi-」（2001年）
  - JAE Presents Vol.6「KAMIKAZE」（2001年）
  - JAE Presents Vol.7「十二人の怒れる人々」（2002年） - 陪審員 役
  - JOE Company「ほろほろ」（2006年）
  - JOE Company Vol.5「ポルカ」（2007年）
  - JOE Company Another Play4「Drift13」（2008年）
  - JAE Presents「白鎧亜 -HAKUGAIA-」（2010年）
  - JAE Presents Vol.10「残侠」（2010年） - 結城 役
  - JAE Presents Vol.11「Wipe Out -破壊-」（2011年）
- R.U.P Presents
  - 新 幕末純情伝（1999年） - 志士 役
  - 犬を使う女〜スター誕生〜より（1999年） - 赤川金太 役
  - スサノオ（2002年）
- 二代目はクリスチャン 緊急特別バージョン（1999年）
- ★☆北区つかこうへい劇団「蒲田行進曲完結編 銀ちゃんが逝く」（2000年） - 赤川（中堅映画男優） 役
- 社団法人 日本劇団協議会 法人設立10周年記念公演「天保十二年のシェイクスピア」（2002年）
- 阿佐ヶ谷スパイダース
  - みつばち（2003年）
  - 桜飛沫 〜さくらしぶき〜（2006年） - 寺坂吉衛門 役ほか
- 忍風戦隊ハリケンジャー（2003年、後楽園スカイシアター） - 烈火 役〈Wキャスト：岡元次郎〉
- 劇団☆新感線
  - 阿修羅城の瞳（2003年） - 阿餓羅 役
  - 髑髏城の七人アカドクロ版（2004年） - 巍岩 役
    - 髑髏城の七人アオドクロ版（2004年） - 十蔵、巨烈、鉄騎兵、伊賀忍軍 役

  - SHINKANSEN☆NEXUS「荒神 〜AraJin〜」（2005年）
  - SHINKANSEN☆PRODUCE「吉原御免状」（2005年）
  - メタルマクベス（2006年）
  - Inouekabuki Shochiku-mix「朧の森に棲む鬼」（2006年） - ヤスマサ将軍 役
    - いのうえ歌舞伎☆號「IZO」（2008年） - 永井尚志 役
- 劇団「秦組」
  - Re-Birth 2004（2004年）
  - 月の子供（2005年）
  - Vol.2「タクラマカン」（2005年）
    - vol.5 「タクラマカン」（2013年） - ジジイ 役

  - vol.3「らん」（2010年） - 石影 役
    - vol.4 「らん -2011 New version!!-」（2011年） - 石影 役

  - Vol.13＆14 方舟episode2「9999の正義」（2021年）
  - And so this is Xmas（2022年）
- Standardsong
  - K.O.B 〜ノックアウトブラザー〜（2004年）
  - えくぼ〜people song〜（2007年） - ジョウゲン〈シモノクニの長〉 役
  - 贋作水滸伝（2011年）
- 劇団S.W.A.T
  - S.W.A.T版 大忠臣蔵（2010年） - 日替わりゲスト
  - 巣鴨バスターズ 都会（まち）へ行く（2013年）
- 劇団ゲキハロ
  - 戦国自衛隊〜女性自衛官死守セヨ〜（2011年） - 近藤八十重 役
  - キャッツ・アイ 盗まれる側にもドラマがある（2012年） - 柳ヶ瀬 役
- TIGER & BUNNY THE LIVE（2012年） - アントニオ・ロペス 役
- 里見八犬伝（2012年・2014年・2017年・2019年） - 悪四郎 役
- M&OPlays「八犬伝」（2013年） - 赤岩一角 役ほか
- 大人の麦茶 第二十一杯目公演「ゆびにのこるかおり」（2013年） - 浄法寺悠一 役
- 日本テレビ特別舞台
  - 開局60年特別舞台「真田十勇士」（2014年・2016年） - 後藤又兵衛 役
  - 開局65年記念舞台「魔界転生」（2018年・2021年） - 内藤主膳 役
  - 開局70年記念舞台「西遊記」（2023年11月 - 2024年1月） - 巴山虎 役
- よみうり大手町ホールオープニングシリーズ演劇公演第1弾「海峡の光」（2014年） - 刑務官加藤・機関長 役
- 東京グローブ座『モールス』（2015年） - ハルムベリ/アヴィラ 役 ※アクション指導
- 舞台「曇天に笑う」（2015年・2016年） - 犬飼善蔵 役 ※殺陣指導
- 神様はじめました THE MUSICAL♪（2015年） - 戦神建速 役 ※殺陣指導
  - 神様はじめました THE MUSICAL♪2016
- 7 NANA（2021年）
- 武双剣舞威衆 八剱 本公演「魔界転生」（2022年） - 柳生宗矩 役

### ゲーム
- クロックタワー3（2002年、PS2） - リチャード・モーリス（ハンマー男） 役
- スーパーヒーロージェネレーション（2014年、PS3・PS Vita） - レオ・ゾディアーツ 役

### CM
- NTTドコモ「カラバリンシリーズ」（2001年） - メタリックルージュ 役
- めいほうぐるーぷ
- サランラップ ぐっ様編

### その他
- 後楽園遊園地野外劇場公演 - スーツアクターとして多数出演
- 第49回NHK紅白歌合戦（1998年、NHK） - 仮面ライダー1号 役
- JAC Presents「Good-by 20th/Last X'Mas」（2000年）
  - JAE Presents「俺たち参上！！」（2009年） - ゲスト出演
  - JAE Presents「俺たち参上！！VS ？！！」（2010年）
  - JAE「JAE SEED Christmas Party in Puroland」（2010年）
  - JAE NAKED LIVE「がんばろう 日本！」（2011年）
  - JAE「JAE SEED HORROR SHOW in Puroland」（2011年）
  - JAE "春"プレミアムイベント ～Jump Up!～（2016年）
- スーパーニュース（2003年） - 「西部警察2003」の事故の検証をカースタントで実演した。
- 花やしき「DDTプロレス」アクションプロレスショー（2009年）
- 宮内タカユキバースデーライブ（2010年） - ゲスト出演
- DVD「夢、命ある限り…As Long As One Lives」（JAE）